# غریبه (شخصیت کامیک)
غریبه یک نهاد کیهانی و شخصیتی خیالی در کتاب‌های کامیک منتشر شده توسط مارول کامیکس است. این شخصیت به‌وسیلهٔ استن لی و جک کربی خلق شده‌است؛ و برای نخستین بار در شمارهٔ ۱۱ام از مجموعه کمیک مردان-ایکس غیرطبیعی (مه ۱۹۶۵) معرفی شد.